# Trauma Factory
Trauma Factory è il quarto album in studio del rapper e cantante statunitense Nothing,Nowhere, pubblicato nel 2021.

## Tracce
1. Trauma Factory – 1:34
2. Lights [4444] – 2:40
3. Buck – 2:35
4. Love or Chemistry – 2:19
5. Exile – 2:59
6. Upside Down – 3:07
7. Pain Place (featuring Misogi) – 3:03
8. Fake Friend – 2:49
9. Death – 2:07
10. Pretend – 2:59
11. Blood (featuring KennyHoopla and Judge) – 2:38
12. Nightmare – 2:54
13. Crave – 2:24
14. Real – 3:36
15. Barely Bleeding – 4:03